# Daltanias, el robot del futuro (anime)
Daltanias, el robot del futuro (未来ロボ ダルタニアス Mirai Robo Darutaniusu) es una serie de anime del género mecha. Consta de 47 episodios y se emitió desde 1979 hasta 1980. El programa es reconocido dentro de la comunidad mecha, tanto en el continente asiático como en países europeos, como Italia, como así también en países hispanoamericanos, como Argentina y Honduras.
La serie narra la lucha de un grupo de jóvenes terrestres, sobrevivientes de una invasión alienígena, quienes, junto al doctor Earl (un habitante del planeta Helios), combaten a los invasores.
Las armas utilizadas durante el conflicto son naves espaciales y robots gigantes.

## Historia
En 1995, la Tierra es invadida por seres extraterrestres. En Japón, los seres humanos supervivientes a la invasión luchan por conseguir alimentos y viven en asentamientos irregulares. Otros sobreviven vendiendo lo poco que les queda, robando o, simplemente, muriendo de hambre. Entre las tantas bandas de ladrones, se encuentra la de un grupo de jóvenes y niños huérfanos, que recurren al robo para alimentarse. Kento Tate, el protagonista de la serie, forma parte de esta banda. Tras una serie de acontecimientos, Tate descubre que es capaz de luchar contra los enemigos extraterrestres, conocidos como los "aliados de Zaar, el ejército Akron". Para ello, utiliza robots extraterrestres que habían permanecido ocultos en la Tierra durante aproximadamente cincuenta años.

## Personajes
- Kento Tate: Es el protagonista, tiene 16 años y pilota tanto a Atlas como a Daltanias. Afirma que su padre es pescador, pero nadie sabe de dónde vino ni a dónde se fue. No obstante, es el príncipe del reino Helios (hijo del príncipe que llegó huyendo a la Tierra), aunque, debido a su vida dura y sencilla, no le agrada esta idea. Es un amigo fiel y un excelente luchador. Al igual que sus antepasados, posee la habilidad de llamar a Beralios, el león que se combina con los otros dos mecanismos para formar a Daltanias.
- Dr. Earl: Es el protector y creador de Daltanias. Durante 50 años, protegió la base extraterrestre y dos de los tres mecanismos que conforman a Daltanias. Llegó a la Tierra junto con el padre de Kento.
- Danji Hiiragi: Es el copiloto de Kento y maneja el mecanismo llamado Gumper. Es muy hábil, incluso más rápido y astuto que Kento. Tiene una notable destreza lanzando objetos, lo que potencia su habilidad como luchador. Su padre fue acusado injustamente de asesinato y condenado a muerte.
- Daltanias: Creado por el Dr. Earl, representa el máximo esplendor de la tecnología heliana. Daltanias está compuesto por tres mecanismos:
  - Beralios: El león del futuro. Es un felino cibernético que, según el Dr. Earl, alguna vez fue un león real originario de África. Junto con Meralias, la leona del futuro, fue capturado para servir al emperador de Helios. La tecnología heliana lo mejoró cibernéticamente. A pesar de ser un cyborg, Beralios conserva conciencia animal y vida propia. En varios capítulos de la serie ha mostrado características tales como el poder de tener conciencia a pesar de estar unido a los otros dos mecanismos para formar a Daltanias e inclusive, separarse de los mismos a voluntad. El Dr. Erl logró sacarlo de Helios, pero al llegar a la Tierra lo perdió. Solamente el heredero del trono Helian podría llamar a Beralios para que luche. Algunas veces Beralios avisa por su propia cuenta cuando existe un peligro. Además, solamente se une para formar a Daltanias si el heredero del trono se lo pide. Al convertirse en Daltanias, Beralios pasa a ser parte del tronco, la cabeza forma parte del pecho y su patas pasan a ser la parte superior de las piernas de Daltanias.
  - Gumper: Es una nave que dispara misiles y es pilotada por Danji Hiiragi. Puede operar en modo manual, pero también puede activarse de forma automática o controlarse remotamente desde la base. Cuando Gumper se combina, completa las piernas, formando la parte inferior de las mismas, y de su interior emergen los puños de Daltanias.
  - Atlas: Es un mecanismo similar a Daltanias, pero más pequeño y menos potente. Es pilotado por Kento Tate. Al integrarse a Daltanias, se convierte en la cabeza, los brazos y parte del tórax.

## Historia anterior
La serie incluye numerosos flashbacks que revelan una compleja historia anterior al inicio de la trama en 1995. Esta es la cronología:
- En un pasado remoto, se funda el imperio de Helios y se establece a su monarca como emperador de la galaxia. Todos los planetas y sus habitantes quedan supeditados a su autoridad.
- Se planea la creación de clones de los principales monarcas para protegerlos contra posibles atentados, como se menciona en el capítulo 47.
- Nace el emperador Parmión, y se crea a Dormen como su doble, quien es mantenido en secreto.
- El emperador Parmión asume el trono.
- En un momento indeterminado, Dormen escapa y se alía con la estrella Zaar (Akron), ascendiendo hasta convertirse en el mariscal Dormen, líder de la estrella Zaar.
- El Dr. Earl y el Dr. Namil se incorporan como miembros de la corte real del emperador Parmión.
- 1943 (según los años terrestres): Nace el príncipe Harlin. Clopen es creado como su doble, bajo la supervisión del Dr. Namil, quien era el único que conocía su existencia.
- Entre 1943 y 1945, la estrella Zaar ataca Helios, diezmando a la poderosa monarquía. El Dr. Namil y Clopen se unen a los Zaar, y Clopen comienza a usar una máscara. Se encomienda al Dr. Earl la construcción de un mecanismo de contraataque. Para ello, viaja a la Tierra y captura al león Beralios y a la leona Meralias, transformándolos en cíborgs para la creación de un sistema de defensa. El emperador Parmión es asesinado y el imperio de Helios es destruido. El Dr. Earl finaliza la construcción de Daltanias, el robot luchador. También se le encarga la protección del último heredero vivo, el príncipe Harlin, junto con la misión de reconstruir el imperio de Helios.
- 1945: El Dr. Earl y el príncipe Harlin escapan en la nave Adalls con Daltanias (compuesto por Atlas, Beralios y Gumper) hacia la Tierra. Durante el trayecto, una tormenta de meteoros provoca la pérdida de Beralios y del príncipe, mientras el Dr. Earl permanece en estado de hibernación. El contenedor donde estaba el príncipe Harlin se abre, y este sale al mundo, logrando llegar a las montañas, donde es encontrado por Kazuto Tate, quien lo adopta. Esto se explica en los episodios “El misterioso tercer robot” y “Hayato, el padre”.
- 1955: Harlin, ahora conocido como Hayato Tate, vive con Kazuto y sueña con el reino de Helios. Motivado por la esperanza de descubrir sus orígenes, viaja a diferentes puertos. Esto se explica en el episodio “El secreto de Hayato, el padre”.
- Entre 1955 y 1975: Hayato se convierte en marinero y navega por los mares en su embarcación. Durante sus viajes, conoce a Kimiyo, con quien forma una familia y tiene dos hijos: Kento y Kira.
- 1985: Hayato es abducido por una nave espacial mientras su barco naufragaba. Los humanos a bordo de la nave le revelan su verdadero origen, pero son capturados por los Zaar y llevados al planeta Barius, donde son esclavizados. Hayato y otros prisioneros sobreviven y más adelante lideran una revuelta. Kento queda al cuidado de su abuelo Kazuto, quien le enseña a ser valiente. Tras la muerte de Kazuto por un infarto, Kento vive con su madre, quien administra un supermercado, mientras que su hermana Kira trabaja como cajera en el mismo lugar. Mientras tanto, el joven Danji pierde a su padre, quien fue acusado injustamente y condenado a la horca. Danji busca al verdadero culpable, pero es encarcelado. En prisión conoce a Zabu, con quien entabla amistad, y luego logra escapar.
- 1995: El planeta Tierra es atacado por los Zaar, quienes destruyen las principales ciudades. El Dr. Earl despierta de su estado de hibernación. Los familiares de los personajes principales mueren en los constantes ataques. Kento sobrevive y forma un grupo con otros niños sobrevivientes. Sanae conoce a Ochame, y juntas se encuentran con Danji; luego, todos se unen al grupo de Kento.

## Curiosidades
Estas son algunas curiosidades de la serie que llaman la atención:
- De haber sobrevivido, la hermana de Kento también habría sido una heredera del imperio de Helios y, posiblemente, habría heredado los mismos dones que él (capacidad de sanar rápidamente y controlar a Beralios).
- Es notorio que el proceso de creación de los clones de los reyes fue mejorando con el tiempo. Dormen explica que los clones, al ser expuestos a la luz, quedan "decolorados"; un ejemplo de esto se observa en el último episodio, cuando la luz los afecta. Sin embargo, en el caso de Clopen, esto no sucede, ya que solo se borra la cruz marcada en su brazo. Según el Dr. Namil, la piel de Clopen es menos sensible a la luz, lo que evidencia que, aunque aún defectuosos, la genética de estos clones ha ido evolucionando.
- La transformación de Daltanias es una de las más largas en la historia del anime. Si se realizara en tiempo real, los Benborgs tendrían que esperar pacientemente unos tres minutos para que termine el ensamblaje. Además, aunque la primera transformación es muy detallada y estética, la segunda es más corta y tiene una calidad de animación inferior, dejando a Daltanias con brazos y piernas desproporcionadamente cortos.
- Un detalle curioso es cómo Dormen, siendo un clon (considerado inferior y ni siquiera reconocido como una persona), logró escapar y ascender en las filas del Akron hasta convertirse en el comandante supremo de los alienígenas, quienes compartían la misma percepción de los clones que los humanos de Helios.

- Datos: Q710394